# Muk-dong
Muk-dong (koreanska: 묵동) är en stadsdel i stadsdistriktet Jungnang-gu i Sydkoreas huvudstad Seoul.

## Indelning
Administrativt är Muk-dong indelat i:
| Namn  | Namn           | Yta km² | Invånare 31 dec 2020 |
| ----- | -------------- | ------- | -------------------- |
| 묵1동 | Muk 1(il)-dong | 1,20    | 35 588               |
| 묵2동 | Muk 2(i)-dong  | 0,67    | 19 672               |